# 馬汀尼
馬汀尼（1959年—），台湾劇場導演、女演員。輔仁大學大傳系畢業，纽约市立大学布魯克林學院戲劇碩士，國立臺北藝術大學戲劇系副教授。曾經擔任戲劇系、所主任暨研究所所長，專長為表演、導演。2011年正式於國立臺北藝術大學退休。曾任台北電影節評審。

## 著作
- 《莎劇重探：歷史劇及其風格化演出》（1996）

### 翻譯作品
- 《海鷗》（2017）
- 《三姐妹》（2013）
- 《凡尼亞舅舅》（2013）
- 《演員與標靶》（2010）

### 論文
- 〈從街頭戶外劇看表演者與觀者的雙向互動〉，《藝術評論》第10期，頁85-95，1999.10。
- 《亨利四世》──莎翁歷史劇風格化的演出〉，上海戲劇學院、中國莎士比亞學會「莎士比亞在中國──演出與研究」國際研討會，1998。

## 導演作品
- 《雅克和他的主人》（1989）
- 《亨利四世》（1992）
- 《仲夏夜夢》（1999）
- 《好久不見》（2004）
- 《威尼斯商人》（2006）
- 《冬天的故事》（2013）

## 演出作品

### 舞台劇
- 蘭陵劇坊《荷珠新配》、《貓的天堂》、《公雞公寓》、《演員實驗教室》、《泠板凳》、《明天 我們空中再見》。
- 黃建業執導《凡人》、《早餐》、《尋找關漢卿的三個女人》。
- 陳玉慧執導《誰在吹口琴》、《祝你幸福》。
- 姚一葦老師編劇導演之《重新開始》。

### 電影
- 戴立忍導演《不能沒有你》。
- 王耿瑜導演《女．性 Herstory》。

### 電視劇
- 嚴藝文、陳長綸導演《俗女養成記2》	飾演 婦產科醫師。

## 外部連結
- 臺灣大百科全書對馬汀尼的介紹